# Locminé
Locminé (bret. Logunec'h) – miejscowość i gmina we Francji, w regionie Bretania, w departamencie Morbihan.
Według danych na rok 1990 gminę zamieszkiwało 3346 osób, a gęstość zaludnienia wynosiła 688 osób/km² (wśród 1269 gmin Bretanii Locminé plasuje się na 151. miejscu pod względem liczby ludności, natomiast pod względem powierzchni na miejscu 1025.).